# Paralelogramo de Watt

Animación del paralelogramo de Watt, que resulta en un desplazamiento paralelo.

El paralelogramo de Watt o movimiento paralelo es un mecanismo inventado por el ingeniero escocés James Watt en 1784, el cual permite el desplazamiento en paralelo en la máquina de vapor de Watt de doble acción. El mismo permite que una barra se desplace en forma vertical en dirección ascendente y descendente para transmitir movimiento a una viga que se mueve en un arco, sin producir desplazamientos laterales significativos sobre la barra.

## Descripción

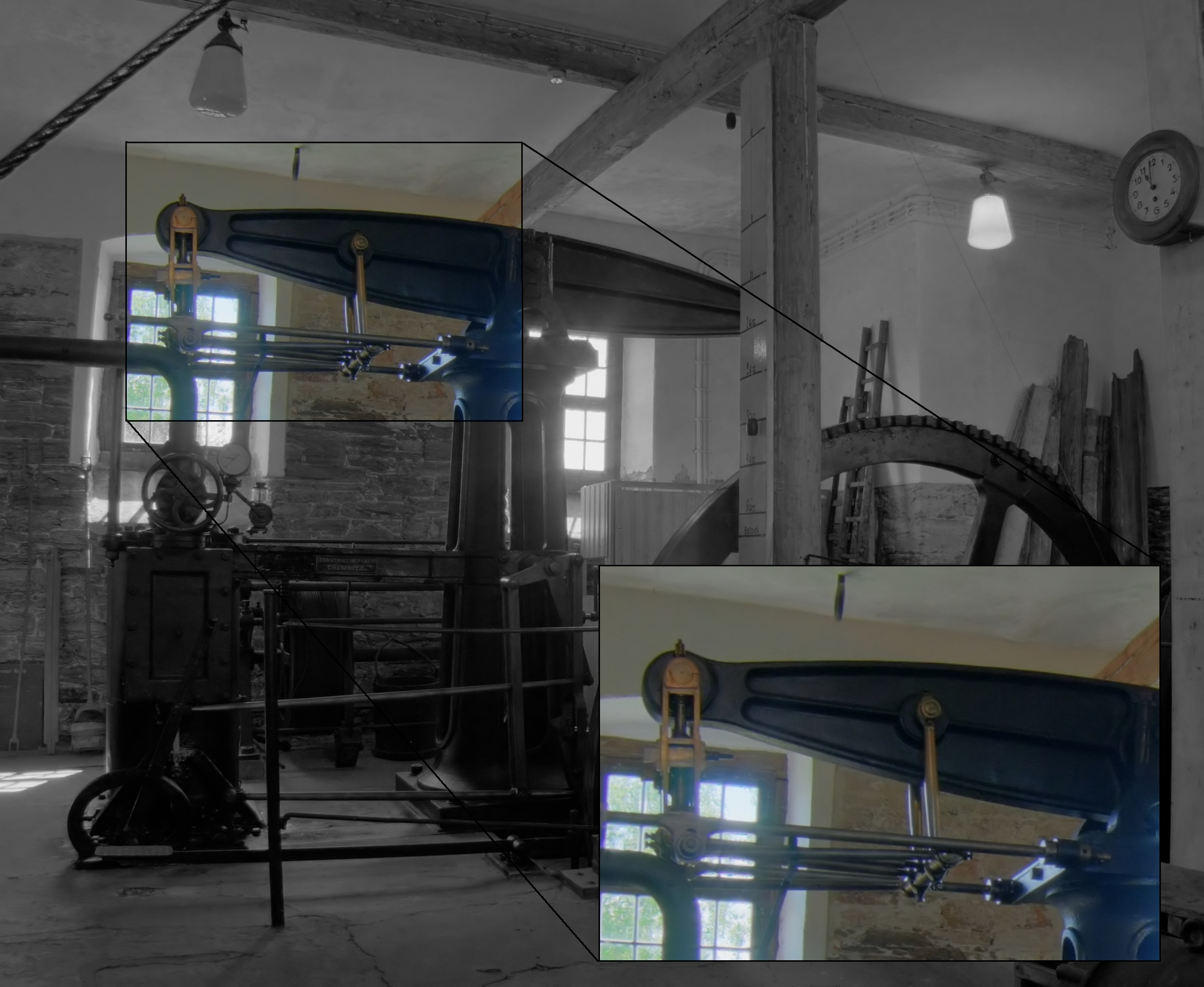
Sistema de desplazamiento paralelo de Watt en una máquina de bombeo.

En motores anteriores construidos por Newcomen y Watt, el pistón tiraba de un extremo de la viga móvil hacia abajo durante la carrera de potencia usando una cadena, y el peso de la bomba tiraba del otro extremo de la viga hacia abajo durante la carrera de recuperación utilizando una segunda cadena, las fuerzas alternas producían el movimiento oscilante de la viga. En el nuevo motor de doble acción de Watt, el pistón produce potencia tanto en los movimientos ascendentes como descendentes, por lo que no se podía usar una cadena para transmitir la fuerza a la viga. Watt diseñó el movimiento paralelo para transmitir la fuerza en ambas direcciones mientras mantiene el vástago del pistón muy cerca de la vertical. Lo llamó "movimiento paralelo" porque se requería que tanto el pistón como la varilla de la bomba se movieran verticalmente, paralelos entre sí.

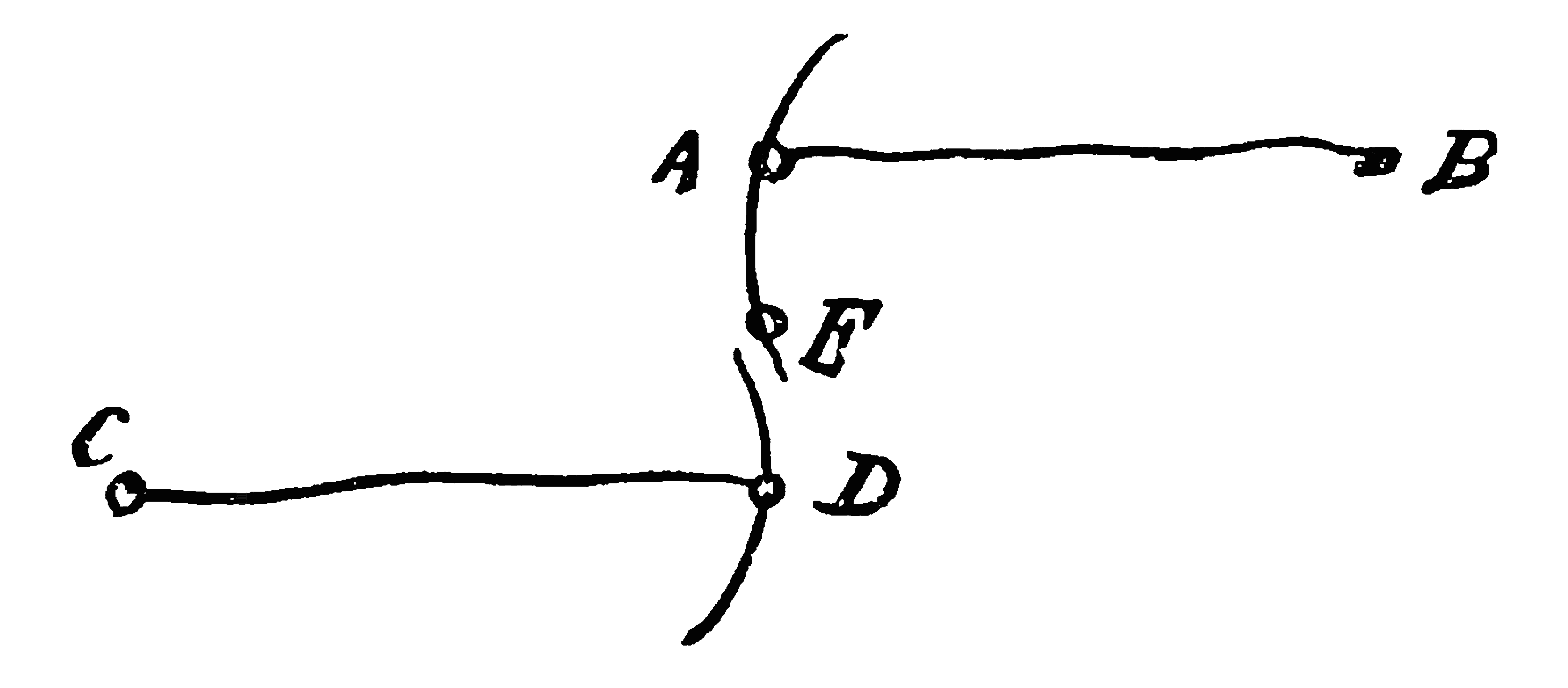
Diagrama a mano alzada en una carta de James Watt a su hijo.

En una carta dirigida a su hijo en 1808 donde relata como desarrolló este diseño, James Watt escribe: «Estoy más orgulloso de mi movimiento paralelo que de ninguno de los otros inventos de mi autoría». El diagrama que realizó muestra en realidad lo que se denomina el mecanismo de Watt que era un mecanismo descrito en la patente de Watt de 1784, el cual no era directamente reemplazado por el paralelogramo de Watt.
El paralelogramo de Watt se diferencia del mecanismo de Watt por tener un pantógrafo adicional incorporado en el diseño. Ello no afecta su principio fundamental, pero permite reducir el tamaño del cuarto que aloja el motor, ya que el mecanismo es más compacto.
El pistón de la máquina de Newcomen era impulsado en sentido descendente por la presión atmosférica, y ascendía por efecto del vapor vivo. La máquina de Watt permitía que el vapor vivo fuera utilizado para realizar trabajo a ambos lados del pistón, por lo tanto, duplicando la potencia, y también permitiendo la potencia se proveyera de manera más homogénea a lo largo del ciclo, una ventaja al convertir el movimiento recíproco en movimiento de rotación (fuera mediante una manivela o mediante un sistema de engranaje sol y planeta).

## Principio de operación

Diagrama del movimiento paralelo de Watt: A y G son juntas de bisagra fijas mientras que F no es una junta sino que identifica al punto en el mecanismo que traza una lemniscata. Su movimiento es amplificado en D por el paralelogramo BCDE.

Ver el diagrama a la derecha. A es el punto de pivote de la viga KAC, que oscila en sentido ascendente y descendente sobre A. H es el pistón, que se requiere se desplace verticalmente y no horizontal. El corazón del diseño es el mecanismo de cuatro barras consistente de AB, BE y EG y el conector base es AG, ambos mecanismos en el marco de la máquina. Cuando la viga oscila, el punto F (que se indica para ayudar en la explicación, pero que no es un punto marcado en la máquina) describe una figura en ocho elongada (más precisamente una lemniscata de Bernoulli) en el aire. Dado que el movimiento de la viga oscilante se encuentra limitado a un ángulo pequeño, F describe solo una pequeña sección de la figura en ocho, la cual es casi una línea recta vertical. La figura en ocho es simétrica siempre que los brazos AB y EG tengan igual longitud, y más recta cuando la relación de BF a FE es igual a la de AB a EG. Si el largo de la carrera (es decir, el máximo recorrido de F) es S, entonces la sección recta es más larga cuando BE mide aproximadamente 2/3 de S y AB es 1.5 S.
Hubiera sido posible conectar F directamente a la barra pistón (el diseño del «mecanismo de Watt»), pero ello hubiera resultado en que la máquina adoptara una forma extraña, con G a bastante distancia de la viga oscilante. Para evitar esto, Watt agregó el paralelogramo BCDE para formar un  pantógrafo. Ello garantiza que F siempre se encuentre sobre una línea recta entre A y D, y, por lo tanto, el movimiento de D es una versión amplificada del movimiento de F. Por lo tanto, D es el punto al cual se encuentra adosado la barra pistón DH. El agregado del pantógrafo permitió acortar el mecanismo y reducir de esta manera las dimensiones del salón necesario para alojar la máquina.
Tal como ya se mencionó, el recorrido de F no es perfectamente recto, sino aproximado. El diseño de Watt tenía una desviación de 1 parte en 4000 respecto a una línea recta. Posteriormente, en el siglo XIX, se inventaron mecanismos perfectamente rectos, empezando con el  mecanismo de Peaucellier-Lipkin de 1864.